# Kieliszek

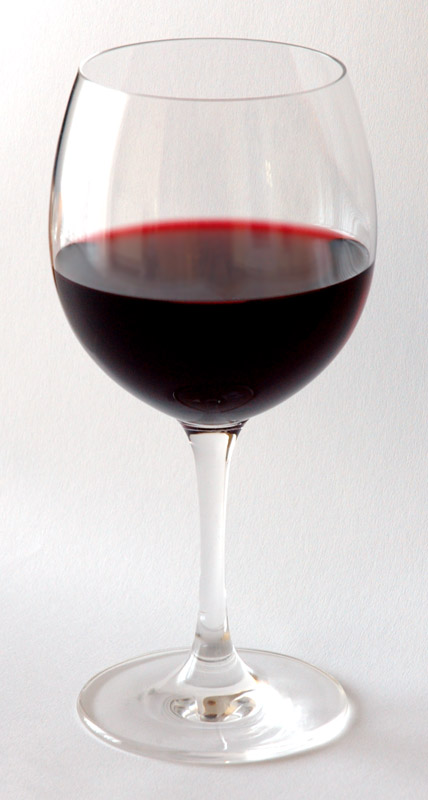
Kieliszek do wina

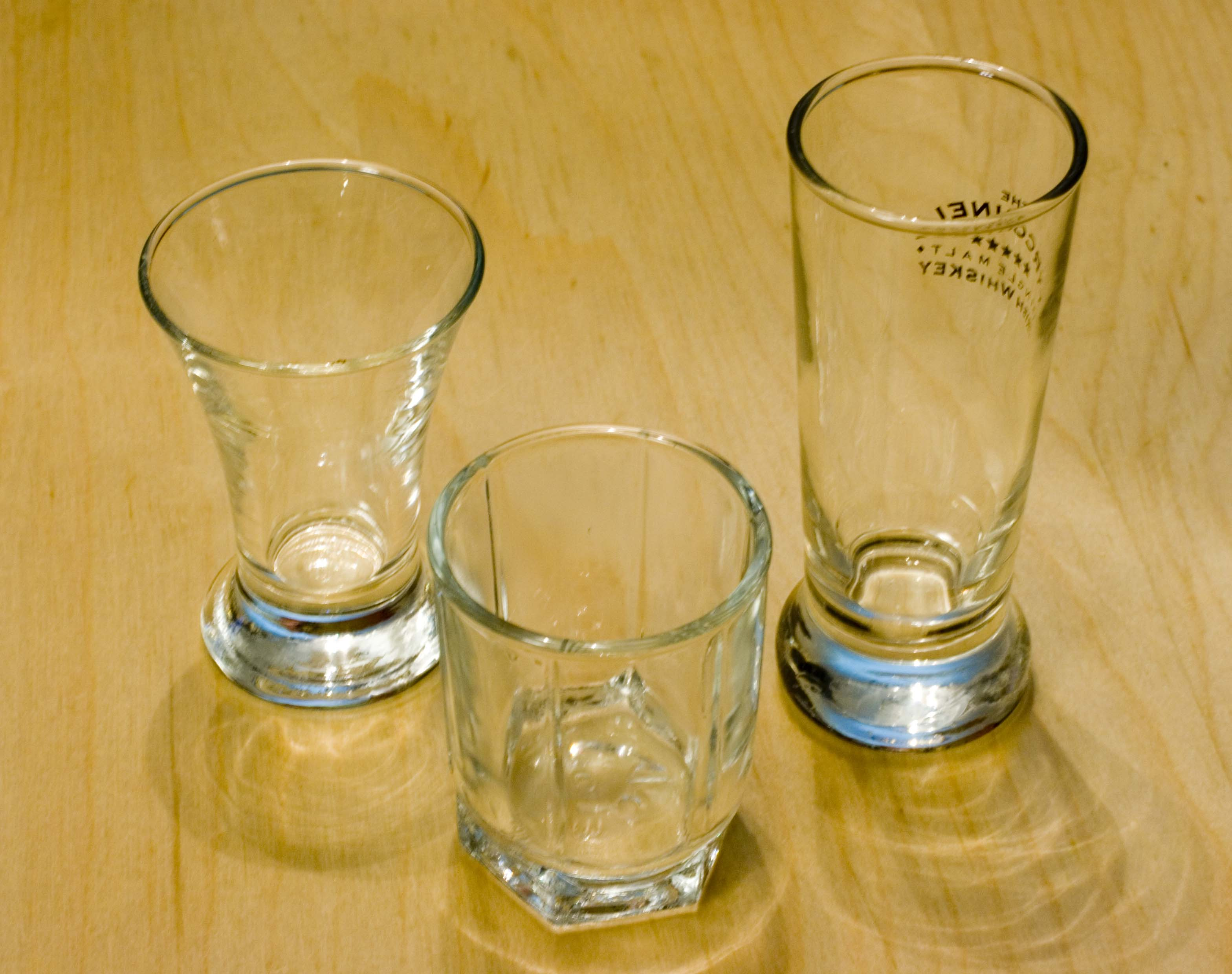
Kieliszki do wódki

Kieliszek – naczynie służące do picia napojów, szczególnie alkoholowych. Najczęściej stosowanym surowcem do produkcji kieliszków jest szkło, także kryształowe, ale bywają też kieliszki metalowe.
W wielu kościołach protestanckich, występują kieliszki komunijne, w których znajduje się konsekrowane wino lub sok gronowy, przeznaczone do dystrybucji wiernym w czasie sprawowania sakramentu Wieczerzy Pańskiej. Kieliszki z sakramentem znajdują się na specjalnych tacach komunijnych.

## Budowa kieliszka
Budowa oraz kształt kieliszka uzależnione są od jego przeznaczenia, tj. od napojów, które mają być z niego pite. Kieliszki do win składają się z 3 części:
1. czaszy;
2. nóżki;
3. stopy.

Kieliszki do wódek często występują w wersji bez nóżki i stopy.